# جانسون (ویرجینیای غربی)
جانسون (به انگلیسی: Johnson) یک منطقهٔ مسکونی در ایالات متحده آمریکا است که در شهرستان کابل، ویرجینیای غربی واقع شده‌است. جانسون ۱۹۵٫۹۹ متر بالاتر از سطح دریا واقع شده‌است.